# Adamite

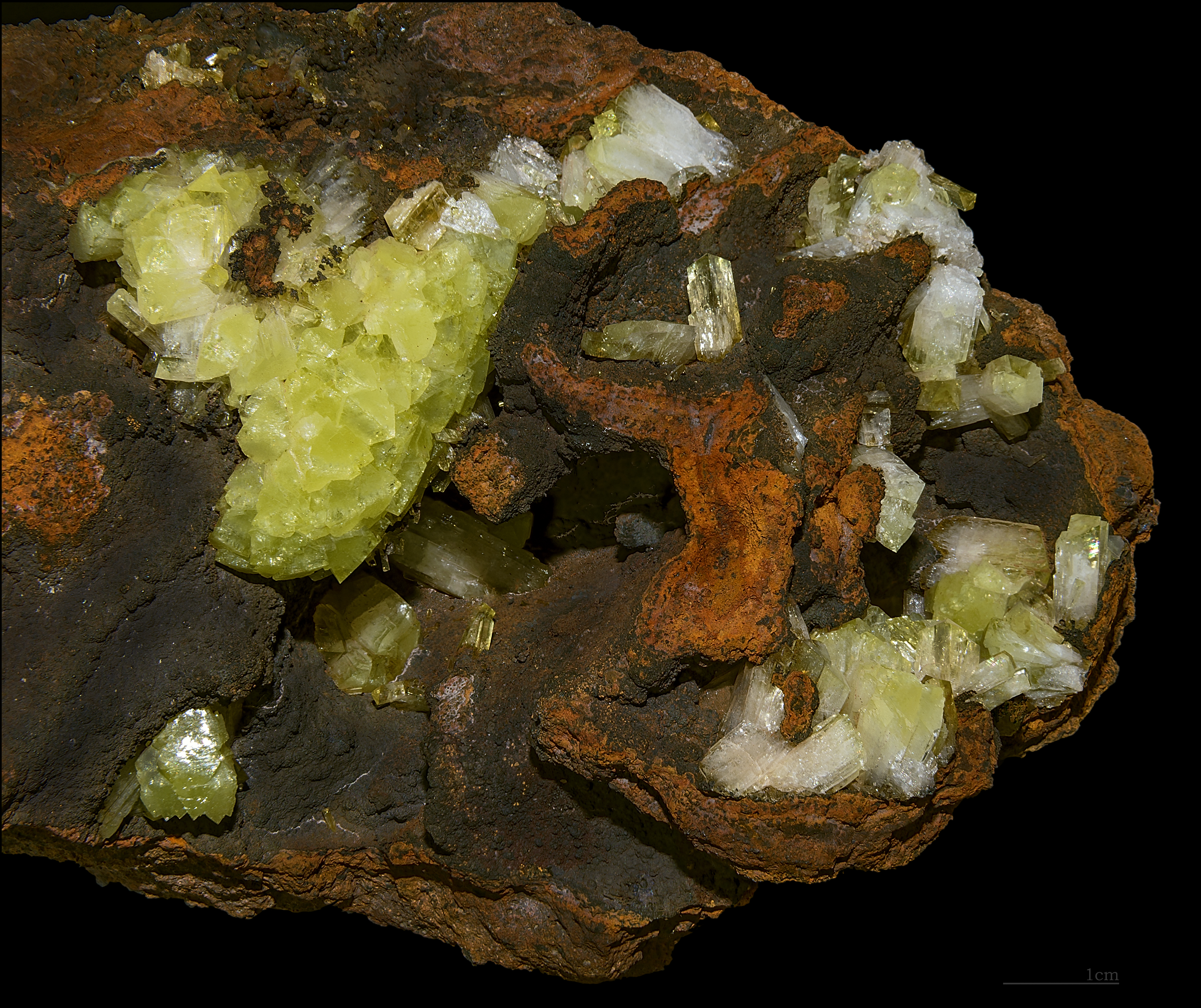
Adamite amarelo esverdeada sobre limonite.

Adamita, adamite ou adamina  é um mineral, composto por arseniato de zinco, de fórmula Zn4H2As2O10 em que parte do zinco pode ser substituído por cobre, níquel, manganês e também por cobalto.
Apresenta-se em cristais muito pequenos, no máximo com 6 milímetros e geralmente com muitas faces, reunidos em drusas e também em agregados de pequenos grãos.
Densidade 4,3-4,5. Transparente, de brilho vítreo intenso, branco de diversas colorações. Encontra-se no Cabo Garonne (Departamento do Var) França, em Laurion (Ilha de Tassos) Grécia, Argélia, Tsumeb e em Utah (E.U.A.).
Assim designado em homenagem a Gilbert-Joseph Adam (1795-1881), um mineralogista francês.